# Teteana Semîkina
Teteana Semîkina (n. 19 octombrie 1973, Ukraiinka, RSS Ucraineană, URSS) este o caiacistă ce a reprezentat Uniunea Republicilor Sovietice Socialiste, medaliată olimpică. A participat la 2 ediții ale Jocurilor Olimpice (1996, 2004) în care a câștigat o medalie de bronz.